# ماریو جنتیلی (دوچرخه‌سوار، زاده ۱۹۱۳)
ماریو جنتیلی (ایتالیایی: Mario Gentili; ۳۱ ژانویهٔ ۱۹۱۳ – ۱۹ ژانویهٔ ۱۹۹۹) دوچرخه‌سوار اهل ایتالیا بود.
وی در مسابقات کشوری و بین‌المللی در مجموع برندهٔ ۱ مدال نقره شده‌است.